# 穆舍泰什蒂鄉
45°11′20″N 24°46′58″E / 45.1889°N 24.7827°E
穆舍泰什蒂鄉（羅馬尼亞語：Comuna Mușătești, Argeș），是羅馬尼亞的鄉份，位於該國中南部，由阿爾傑什縣負責管轄，面積97平方公里，海拔高度514米，2007年人口4,022，人口密度每平方公里41人。